# 人吉仮出入口
人吉仮出入口（ひとよしかりでいりぐち）は、1989年12月7日から1995年7月26日まで熊本県人吉市七地町に存在した九州自動車道の仮出入口である。人吉ICから4.2km南に位置する国道219号と平面交差というシンプルな構造をしていた。現在の人吉球磨スマートIC付近の位置にあたる。

## 概要
人吉 - えびの間が未開通だった当時、昔ながらの城下町で道幅が狭い人吉市内に、鹿児島・宮崎方面へ行き来する車が流入し、混雑が激しくなることを防ぐため、この仮出入口が設けられた。
人吉仮出入口と国道219号の交差点を「蟹作（がんつくり）交差点」と呼び、当時はラジオの交通情報などで頻繁に耳にすることができた。1995年7月27日に人吉IC～えびのIC間が開通する直前に、人吉仮出入口は閉鎖された。
運用当時、人吉IC - 当仮出入口は、現在の上り線にあたる部分にあり暫定2車線（対面通行）、そのまま国道219号と交差する構造となっていた。
なお、当仮出入口はあくまでのも人吉ICの補助施設という意味合いだったことから、入口標識は「19 人吉」として案内されていた。
そして1995年、人吉 - えびの区間が開通するにあたり、仮出入口付近では、現在の上り車線にある暫定2車線の道路を、現在の下り車線に暫定2車線のまま道路を交差するように整備された。
仮出入口は人吉 - えびの間が開通すると同時に出入り口は封鎖され、料金所が撤去されると同時に跡地はバス停「人吉南バスストップ」として有効活用された。その後、4車線化に向け上り車線側にあった国道219号線に通じる出入口の道路に盛り土がされ、今では上りの2車線が通っている為、高速道路には仮出入口の痕跡は何一つ残っていないが、高速道路の真下に通っている国道219号線には、えびの方面から仮出入口に右折する為の右折専用の車線として拡張された道路が唯一の痕跡と言える。
ちなみに、現在の高速道路上り側の隣にある一般道を仮出入口の痕跡と言われる方が多いが、これは4車線が開通後に新設された道路であり、現在は、国道219号線のえびの方面からの隣接道路へは右折禁止となっている。
なお、2019年8月10日に、当該箇所界隈が人吉球磨スマートICとして供用されることとなり、約24年ぶりにこの付近と九州道への行き来が可能となった。当時と異なり鹿児島・宮崎方面とも行き来可能で、かつ付近には道の駅人吉も整備されている。

### 人吉本線料金所との関係
人吉本線料金所 も参照
人吉仮出入口からの入出路に対する料金所は、人吉インター出入口より少し下り側の本線上（上り方面のインター出口ランプから下り方面の本線合流ランプにかけて一直線）に存在していた。また、その辺りに本線と同じ高さの平地があるが、以前はこの場所に仮出入口専用の事務所が建っていた。しかし、今では撤去されており、人吉料金所に昇降するための階段だけが残っている。当時、通行料金は人吉インターに比べ人吉仮出入口まで走行した場合、100円高い設定であった。また、当時の人吉ICはハーフICで、熊本・福岡方面の乗り降りしかできず、人吉仮出入口方面への走行はできなかった。（鹿児島・宮崎方面（人吉仮出入口方向）へのランプはあらかじめ準備はされていたものの、当時は準備工事扱いとしてとどめられていた。）

## 隣
E3 九州自動車道
(19)人吉IC/TB（廃止） - (19-1)人吉球磨スマートIC - 人吉仮出入口（廃止）/人吉南BS - えびのPA - (20)えびのIC